# Sergio Caputo
Sergio Caputo (Roma, 31 agosto 1954) è un cantautore e chitarrista italiano.
Ha raggiunto la popolarità negli anni ottanta, principalmente grazie all'album Un sabato italiano.

## Biografia
Esordisce con un 45 giri del 1978 Libertà dove sei/Giorni di festa, inciso per la IT, etichetta diretta da Vincenzo Micocci, prodotto da Ernesto Bassignano, allora anch'egli attivo come cantautore. Nel 1981 pubblica un mini LP (con quattro canzoni incise su un solo lato) per la Dischi Ricordi.

### Il successo

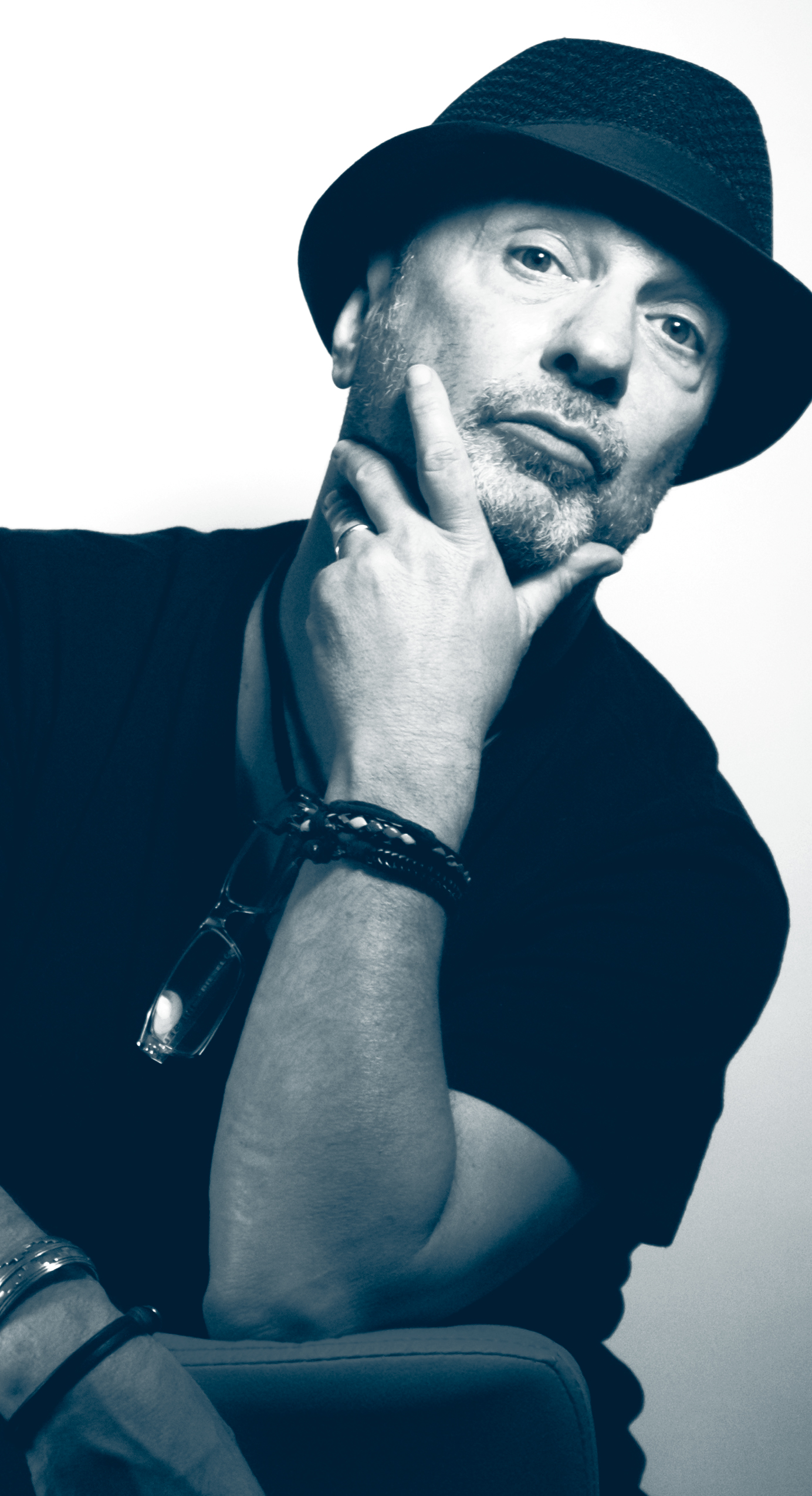
Sergio Caputo, 2013 - ritratto

La fama arriva all'inizio degli anni ottanta nel 1983 con l'album Un sabato italiano per la CGD. 
L'album si avvale della messa in onda di ben otto video prodotti da Mister Fantasy, la trasmissione televisiva RAI condotta da Carlo Massarini che lo lancia definitivamente come cantautore innovativo. Sergio Caputo si distingue per le influenze jazz e i testi ironici ma velati di malinconia e inquietudine.
L'anno dopo, 1984, esce il suo album Italiani mambo, che in fatto di vendite supera il precedente, e nel quale si avvale della collaborazione del clarinettista-sassofonista statunitense Tony Scott (che anni dopo lo presenterà a Dizzy Gillespie) e del batterista jazz Roberto Gatto. Con la title track partecipa al Festivalbar, e anche questa canzone resta tra le sue più famose a distanza di anni.
Nello stesso anno collabora con Adriano Celentano, che gli commissiona un testo italiano su un brano di un complesso olandese, Suzanne dei VOF De Kunst/The Art Company, il cui titolo rimane pressoché invariato. Nasce così Susanna, brano di punta dell'album di Celentano intitolato I miei americani, dove si narra di una donna dedita all'avventura, brava a sedurre e poi abbandonare.

### I concerti
A causa delle molte richieste per i concerti di Sergio Caputo, nasce l'esigenza di avere una band che lo accompagni nelle date in giro per l'Italia. Personalmente va ad ascoltare molti gruppi e la sua attenzione cade su una formazione, che si sta esibendo a Siena, composta tutta da professionisti e insegnanti di musica delle scuole locali. Nella band ci sono tre elementi, Roberto Nannetti (chitarra),Giulio Visibelli (sax), Lino Gerardi (batteria) che lo accompagneranno per vari anni. In questo periodo Caputo compone diverse canzoni che verranno poi registrate nell'album successivo, No Smoking, contenente tra l'altro la famosa L'astronave che arriva.

### Il primo album dal vivo e le partecipazioni al Festival di Sanremo

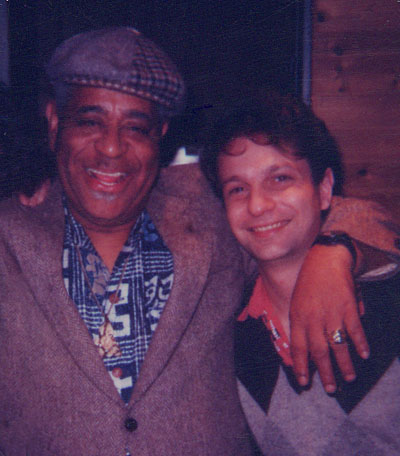
Sergio Caputo con Dizzy Gillespie

La promozione di No Smoking porta ad un altro tour e all'idea di incidere il primo album dal vivo, idea che si concretizza dalla registrazione dello spettacolo tenuto al Teatro Orfeo di Milano, nell'album Ne approfitto per fare un po' di musica, che rimane uno dei suoi dischi più venduti. Legata a questa nuova produzione è la prima partecipazione, sempre nel 1987 al festival di Sanremo con la canzone Il Garibaldi innamorato.
Nel 1988 con l'aiuto di Sergio Conforti (più noto come Rocco Tanica), incide Storie di whisky andati che include la canzone "Non bevo più tequila". Il lavoro che chiude il suo periodo con la casa discografica CGD è Lontano che vai, del 1989, che si avvale del contributo del sassofonista inglese Mel Collins. La pubblicazione di questo album coincide con il suo secondo Sanremo, a cui Sergio Caputo partecipa con Rifarsi una vita.
Nei sette anni successivi pubblicherà tre album: edito dalla Fonit Cetra è Sogno erotico sbagliato (1990); Egomusicocefalo (1993) riapre e subito richiude una parentesi presso la CGD e si distingue come l'album più tendenzialmente rock; infine pubblica I Love Jazz nel 1996.
In quel periodo, oltre a tanti viaggi negli Stati Uniti d'America, torna a Milano dove realizza il suo progetto di rivisitare alcuni brani del passato contenuti nell'album Serenadas (1998) che ha anche tre inediti, tutti con arrangiamenti in stile sud-americano. Il disco è pubblicato dalla Polygram, diventata nel 1999 di proprietà della Universal. Nello stesso album è inclusa anche la canzone con la quale firma la sua terza partecipazione al festival di Sanremo, Flamingo, brano sull'emarginazione.

### California
Dopo il tour del 1998 si trasferisce in California dove si dedica a tempo pieno al jazz, esibendosi spesso con un quintetto. Nel 2003 è uscito un suo album strumentale dal titolo That Kind of Thing, in cui esordisce come chitarrista jazz. Questo disco è stato annoverato fra i 50 album del suo genere più ascoltati in radio nelle classifiche americane R&R e ha vinto l'award di Smooth Jazz.com (sito leader del genere musicale jazz-smooth jazz-chill etc) come album indipendente più scaricato dell'anno nel 2005.
Nel 1999 diffonde un suo brano inedito di matrice jazz, esclusivamente on line: Bibidin babidin bibidi boom. La canzone racconta delle amnesie e degli impacci di un artista alle prese con una serie di contrattempi durante una sua esibizione.
Nel 2006 pubblica una raccolta dei suoi brani in versione acustica con il titolo: A tu per tu. Il cantautore presenta a Roma il 23 maggio 2008 il suo primo romanzo intitolato Disperatamente (e in ritardo cane). Nel luglio 2009 pubblica, solo su iTunes, il suo ultimo singolo smooth-jazz dal titolo On a lonely night. Il singolo è anche il primo prodotto della sua nuova etichetta "Alcatraz Moon"
Il 15 settembre dello stesso anno presenta in un concerto-evento a Roma il suo nuovo live La notte è un pazzo con le mêches, che può essere considerato una sorta di "bootleg d'autore". Ciò significa che l'album è stato registrato con mezzi "da bootleg" ma con il permesso e la collaborazione dell'autore, il quale ha poi deciso di ottimizzarlo e pubblicarlo. Anch'esso viene messo in commercio sotto forma di download su iTunes, quindi in formato CD, disponibile su Amazon o direttamente ai concerti dell'artista.
Il titolo è ripreso da una frase del brano Anche i detective piangono (dall'album Storie di whisky andati). Il brano è accennato nel live, a richiesta del pubblico.
Questo nuovo album live riscontra un altissimo gradimento - anche fra il pubblico giovanissimo che ha scoperto il cantautore solo di recente -, rivelandosi un ottimo documento dell'esperienza del "Sergio Caputo Quintet", come della maturità artistica ed espressiva che altrimenti solo chi aveva assistito personalmente ai concerti di Caputo poteva riscontrare.
L'album viene presentato al pubblico italiano durante una tournée primaverile iniziata dal Sergio Caputo Quintet a Botticino (BS) l'11 marzo 2010 e che è in seguito proseguita toccando, fra le altre città, anche Bergamo, Milano, Bologna, Roma, Sassari, Alghero, Salerno e Napoli. Il tour ha una coda estiva che tocca Iseo (BS), per l'apertura del Festival dei laghi italiani, il festival Jazz on boat sul Lago di Bracciano e l'Anfiteatro romano di Lecce.
L'artista è poi tornato ad esibirsi in un nuovo tour nel 2011.
Il 13 novembre 2013 esce il nuovo singolo C'est moi l'amour con etichetta Alcatraz Moon Italia che anticipa l'uscita di un album speciale, di un tour e un libro. A distanza di trent'anni dall'uscita di Un sabato italiano, l'artista celebra l'evento con un remake dell'intero album che si intitolerà Un sabato italiano 30 e sarà realizzato in versione più jazzistica e arricchito da due brani inediti.
Nel marzo 2015 esce il nuovo album di inediti Pop, Jazz and Love, interamente in inglese tranne per il singolo A bazzicare il lungomare, mentre nel 2017 avvia una collaborazione artistica con Francesco Baccini, che porta alla pubblicazione dell'album di inediti Chewing Gum Blues.
Dopo un'intensa attività live, registra il disco unplugged Oggetti smarriti, che esce nel 2018 trainato dal singolo Scrivimi scrivimi. L'album contiene tre inediti e un mix di brani del suo intero repertorio.
A novembre 2019 pubblica un singolo, Amo il mio nuovo look e poi, nel dicembre dello stesso anno, l'album Sergio Caputo en France, nel quale ripropone molti dei suoi brani storici in lingua francese. Torna a pubblicare un singolo autoprodotto il 29 luglio 2020, intitolato Ma che lurida estate.
Tra il 2023 e il 2024 intraprende un tour italiano per il quarantesimo anniversario di Un sabato italiano; il 20 gennaio 2024 esce il suo nuovo singolo Sono uno spirito libero.

## Pubblicazioni
- Disperatamente (e in ritardo cane) - 2008
- Un sabato italiano. Memories - 2013
- La guerra è finita - 2016

## Discografia

### Album in studio
- 1983 – Un sabato italiano
- 1984 – Italiani mambo
- 1985 – No Smoking
- 1986 – Effetti personali
- 1988 – Storie di whisky andati
- 1989 – Lontano che vai
- 1990 – Sogno erotico sbagliato
- 1993 – Egomusicocefalo
- 1996 – I Love Jazz
- 1998 – Serenadas
- 2003 – That Kind of Thing
- 2006 – A tu per tu

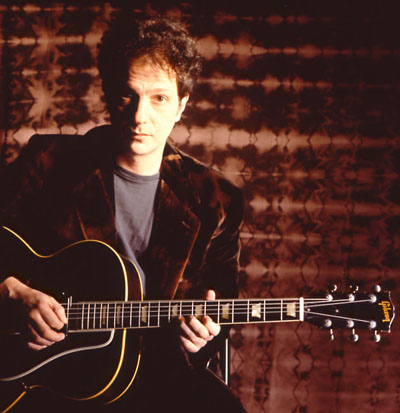
La copertina dell'album I love jazz, del 1996.

- 2014 – Un sabato italiano 30 (ri-registrazioni di Un sabato italiano)
- 2015 – Pop Jazz and Love
- 2017 – Chewing Gum Blues (con Francesco Baccini)
- 2018 - Oggetti smarriti - (raccolta con tre inediti)

### Album dal vivo
- 1987 – Ne approfitto per fare un po' di musica
- 2009 – La notte è un pazzo con le mêches

### Raccolte
- 1992 – Swing & soda: il meglio di Sergio Caputo
- 1998 – Cocktail
- 2005 - Le più belle canzoni di Sergio Caputo
- 2008 - I grandi successi: Sergio Caputo
- 2019 - Sergio Caputo en France (raccolta in francese, solo streaming)
- 2023 - Un sabato italiano 40 (solo streaming)

### EP
- 1981 – Sergio Caputo
- 2021 - Gossip (come Sergio Caputo Trio)

### Singoli
- 1978 - Libertà dove sei/Giorni di festa
- 1983 - Un sabato italiano/Spicchio di luna
- 1983 - Bimba se sapessi/Mercy bocù
- 1985 - L'astronave che arriva/Scubidù (Olé version)
- 1987 - Il Garibaldi innamorato/Flamenco amorespia
- 1988 - Non bevo più tequila
- 1989 - Rifarsi una vita/Anche i detective piangono'
- 1989 - Il bimbo ha 40 anni
- 1993 - Shaker
- 1996 - Ohi Marì Remix
- 1996 - Blu elettrico
- 1996 - Brioche, Cappuccino
- 1998 - Sei tu la mia anima
- 1998 - Flamingo
- 1998 - L'astronave che arriva
- 1999 - Bibidin babidin bibidi boom
- 2009 - On a Lonely Night (instrumental)
- 2009 - Cento gocce di pioggia
- 2010 - Il Garibaldi innamorato - hip hop remix
- 2010 - Non bevo più tequila - horror remix
- 2013 - I love the sky in september
- 2015 - A bazzicare il lungomare
- 2016 - Italiana - feat. Cristina Zatti
- 2017 - Le notti senza fine - con Francesco Baccini
- 2017 - Chewing gum blues - con Francesco Baccini
- 2018 - Scrivimi scrivimi
- 2018 - Scrivimi scrivimi - remix by SpittaFaya
- 2018 - Libertà
- 2019 - Io, l'ombra e la Luna
- 2019 - Amo il mio nuovo look
- 2020 - Ecris-moi ecris-moi
- 2020 - Ma che lurida estate
- 2020 - C'est moi l'amour, oh oui!
- 2021 - Gossip
- 2024 - Sono uno spirito libero
- 2024 - Caffé (remix)
- 2025 - Mai dire mai
- 2025 - Inquietudine
- 2025 - Plastic mambo

## Collezionismo
Tra i più rari album di Sergio Caputo, da segnalare il primo album, Un sabato italiano, con la traccia Citrosodina (Bimba se sapessi), ritirato dal commercio per ordine della casa farmaceutica produttrice e Swing & soda: il meglio di Sergio Caputo, raccolta dei più significativi successi di Sergio Caputo.